# José María López

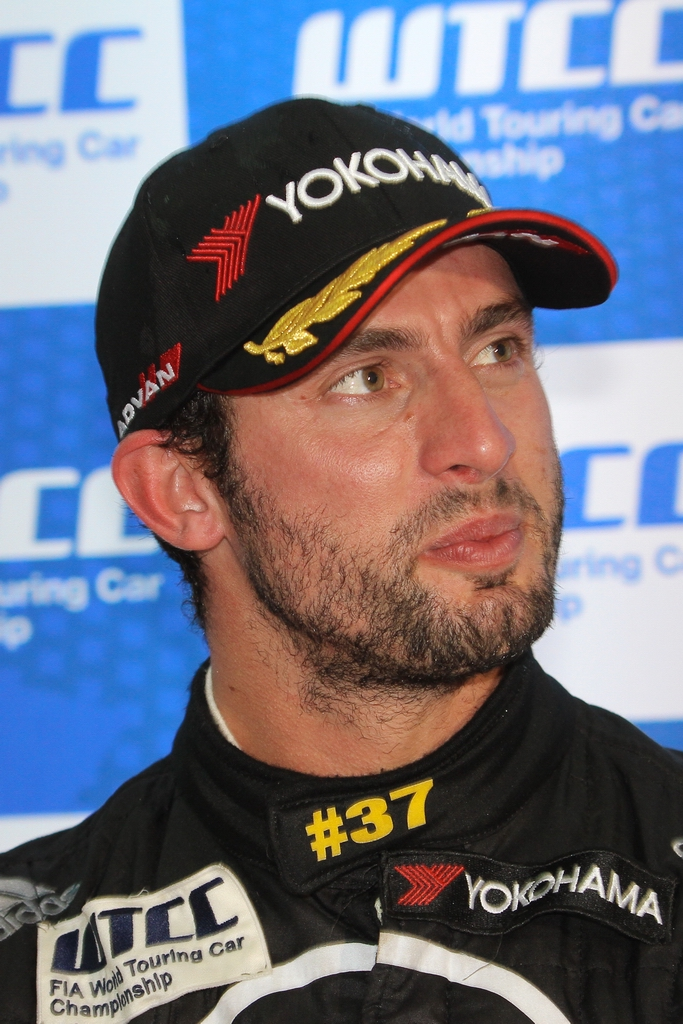

José María López (Río Tercero, 26 april 1983) is een Argentijns autocoureur. In 2014, 2015 en 2016 won hij het World Touring Car Championship voor Citroën. In 2021 won hij de 24 uur van Le Mans.

## Carrière
Hij startte zijn carrière in de Eurocup Formule Renault 2.0 in 2001. Hij bleef hier tot 2002 en ging tegelijkertijd rijden in de Italiaanse Formule Renault waarin hij kampioen werd. Hij stapte hierna over naar de Formule V6 Eurocup en won ook hierin de titel.
Hij kon in 2004 in de Formule 3000 gaan rijden en bleef tegelijkertijd ook nog in de World Series by Nissan. Hij reed ook één race in het FIA GT Kampioenschap. Hij racete in de GP2 Series, de opvolger van de Formule 3000, in 2005 voor DAMS. Een jaar later stapte hij dan over naar Super Nova Racing.
Begin 2007 ging Lopéz racen in de American Le Mans Series met een Ferrari 430 in de 12 uur van Sebring.
In 2010 zou López uitkomen in de F1 voor het team van USF1, maar dit ging niet door, omdat het team stopte in verband met financiële problemen. López probeerde tevergeefs bij HRT nog een stoeltje te bemachtigen, maar deze werd ingenomen door Karun Chandhok.
Van 2010 tot 2012 deed Lopéz mee aan het Argentijnse TC 2000 kampioenschap, eerst voor Honda en daarna voor Fiat. Hij won het kampioenschap drie keer.
In 2013 kreeg López de kans om deel te nemen aan de Argentijnse manche van het World Touring Car Championship. Hij won meteen een race tijdens zijn debuutweekend.
Van 2014 tot 2016 reed López voor het team van Citröen. In 2014 won hij tien races en werd wereldkampioen. Hij herhaalde deze prestatie in 2015, door opnieuw tien races en de titel te winnen.
In 2021 won López de 24 uur van Le Mans als onderdeel van de #7 Toyota Gazoo Racing met Mike Conway en Kamui Kobayashi.